# グランマルシェの迷宮
『グランマルシェの迷宮』（グランマルシェのめいきゅう）は、スクウェア・エニックスより配信されていたスマートフォン用ゲームアプリ。サービス期間は2016年9月8日 - 2017年11月30日。基本プレイ無料（アイテム課金制）。
公式略称は『グラマル』。

## 概要
スクウェア・エニックスの新規IPによるスマートフォン向けRPG。プロデュース担当の間一朗や開発のインディーズゼロなど『シアトリズム ファイナルファンタジー』に携わったメンバーが中心となって制作されている。
本作のテーマは「食」であり、料理によるキャラクター育成や食べ物をモチーフにしたモンスターなど、ゲームデザイン全体に取り入れられている。
ディレクターの鈴井は、「ただ単にアイテムを集めるだけではテンションが上がらないのでべつのことをすれば楽しいのではないかと考えていた。おいしいものを食べると嬉しくなるので、冒険の中で料理を作って食べて強くなるゲームは楽しいのではないかと考えている。スマートフォンを使うのは食事のときもあるので、このゲームを通じて『今晩これを食べよう』という会話につながっていってほしい」という考えから本作のテーマを料理にしたと、ファミ通とのインタビューで述べている。
鈴井は「見た目がおいしそうなイラストにする」ことを本作のデザインの方針にするまで時間がかかったとファミ通とのインタビューの中で述べており、デザイナーに対して「料理を引き立たせるために食器はシンプルなものにすること」という注文を出したことを話している。モンスターのデザインも試行錯誤の末に確立されたものであり、食べ物を扱うことは難しいと思い知らされた1年間だったと鈴井は振り返っている。プロデューサーの間も「あまりにもモンスターのデザインがかわいいと、プレイヤーから料理することに対する抵抗感を持たれてしまうが、翼が枝豆のようになっている“エダマメコトリ”のようにモンスターの身体の一部分を食材のようにデザインしているため、必ずしも殺生をしているイメージではない」と述べている。
板鼻利幸をキャラクターデザイナーに起用したのは鈴井であり、板鼻は効果音の監修にも参加している。
クローズドβテストを行った結果「タッチする回数が多くて指が疲れた」という意見がユーザーから寄せられたため、オート取得やタッチ回数の削減といった改善が行われた。
2017年11月30日をもってサービスを終了。これに伴い、サービス終了後もストーリー履歴やキャラクターの閲覧など一部コンテンツを利用できる記念版アプリを配信するとしている。

## ストーリー
食による自己強化が一般的な時代、すばらしい食材となる新種の生命体がいるとされる迷宮グランマルシェには、料理冒険家と呼ばれる人々が挑んでいた。
そんな中、ある少年と少女は覚醒の果実を食べたことにより、グランマルシェに潜む新種生命体を調理して食べることでその力を己の者にすることができる能力に目覚め、料理の精霊ソルシェからその力をグランマルシェの攻略に用いるよう勧められた。

## ゲームシステム
ダンジョンは5×8のパネルで構成されており、めくったパネルに色がついている場合は敵が近くにいることを示している。
パネルは連続で開くとコンボが発生し、敵を倒した時に得られるソウルの数が増える。ソウルは10個集めると仲間を一時的に強化することができる。
ダンジョン攻略のシステムのもとになったのは『シアトリズム ファイナルファンタジー』のスタッフがExcelで作った、パネルを消してダンジョンを攻略するという形式のゲームである。

### ソルシェ
本作に登場する料理の精霊で、倒したモンスターを食材に加工する。プレイヤーは異なる3タイプのソルシェから1つ選ぶ事が可能。

## 登場キャラクター
一部を抜粋。キャラクターボイスは2017年4月24日のアップデートより実装。
リゼ
声 - 千本木彩花

アッサム
声 - 花江夏樹

ギムレット
声 - 小山剛志

ローニィ
声 - 釘宮理恵

ソル
声 - 浪川大輔

バカディアーノ
声 - 杉山紀彰

モカ
声 - 中原麻衣

## コラボレーション
- WORKING!!!
- 黒執事